# Achiote, Mexiko
Achiote är en ort i Mexiko.   Den ligger i kommunen Tecpatán och delstaten Chiapas, i den sydöstra delen av landet, 600 km öster om huvudstaden Mexico City. Achiote ligger 200 meter över havet och antalet invånare är 179. Den ligger vid sjön Presa Nezahualcoyotl.
Terrängen runt Achiote är kuperad åt nordost, men åt sydväst är den platt. Runt Achiote är det ganska glesbefolkat, med 40 invånare per kvadratkilometer. Närmaste större samhälle är Raudales Malpaso, 9,3 km sydost om Achiote. 